# Give Peace a Chance (Hot Chocolate)
Give peace a chance is de debuutsingle van The Hot Chocolate Band uit oktober 1969.

## Achtergrond
Het lied is een cover van Give peace a chance geschreven door John Lennon. Die bracht het in juli 1969 uit onder The Plastic Ono Band en haalde hoge hitnoteringen. Errol Brown, leadzanger van The Hot Chocolate Band, voorzag het van een reggae-arrangement. Hij vroeg toestemming om het te zingen en uit te brengen en werd vervolgens door Apple Records benaderd. Apple Records, platenlabel van The Beatles, had het origineel uitgebracht onder catalogusnummer 13, Hot Chocolates versie kwam uit onder nummer 18. Het is de enige single van Hot Chocolate die op Apple Records verscheen.
De B-kant Living without tomorrow is van de hand van muziekproducent en Hot Chocolate-lid Tony Wilson en zanger Errol Brown. Ook dat lied is in reggaestijl.
Tony Wilson produceerde de single samen met Derek Lawrence, later producer van onder meer Deep Purple en Wishbone Ash.
De reggae-uitvoering van Give peace a chance haalde de hitparade niet. De volgende single Love is life, waarbij de reggae minder nadrukkelijk aanwezig was, haalde de zesde plaats in de UK Singles Chart, een reeks successen volgde.